# 飛行俱樂部
《飛行俱樂部》是任天堂所製作發行的飛行模擬遊戲，平台為超級任天堂，1990年12月21日時於日本發行，製作人為宮本茂。

## 設定
玩家在遊戲中扮演一個剛加入飛行俱樂部的會員，必須通過四種不同的飛行訓練課程，而在通過這些訓練課程後，就會被派遣出任務。

## 外部連結
- 官方网站 （日語）